# Mogens Jensen (roer)
 Der er flere personer med dette navn, se Mogens Jensen (flertydig).
Mogens Jensen (født 20. maj 1937 i København, Danmark) er en dansk tidligere roer. Han var medlem af Københavns Roklub i Sydhavnen.
Jensen var med i den danske firer uden styrmand ved OL 1960 i Rom. Hugo Christiansen, Børge Kaas Andersen og Ole Kassow udgjorde resten af bådens besætning. Danskerne sluttede på femtepladsen ud af seks både i det indledende heat, og skulle derfor ud i et opsamlingsheat. Her kom man ind på tredjepladsen ud af fire både, og kvalificerede sig derfor ikke til finalen.